# Xanthoparmelia conspersa
Xanthoparmelia conspersa је фоликулни лишај. Розете су 4—12 цм у дијаметру.